# Oskar Landsberg
Oskar Henrik Landsberg, född 22 april 1873 i Julita församling, Södermanlands län, död 29 oktober 1956 i Helsingborgs Maria församling, Malmöhus län, var en svensk trädgårdsmästare.
Landsberg, som var son till sågställaren Henrik Ferdinand Landsberg och Johanna Augusta Malmqvist, genomgick Södermanlands läns folkhögskola 1892–1893. Han var anställd vid Stockholms stads planteringar 1896–1899 och stadsträdgårdsmästare i Helsingborgs stad 1899–1938. Han var kommissarie vid åtskilliga trädgårdsutställningar och ledamot av styrelsen för Skånska trädgårdsföreningen från 1914. Landsberg blev riddare av Vasaorden 1937. Han är begravd på Donationskyrkogården i Helsingborg.